# Jonen (Steenwijkerland)
Jonen is een buurtschap in de gemeente Steenwijkerland in de Nederlandse provincie Overijssel.

## Bereikbaarheid
Het pontje Jonen over de Walengracht verbindt Giethoorn en Dwarsgracht met Vollenhove en Blokzijl. Veel fietsers maken gebruik van dit pontje, waar de Wiedenroute langs gaat. Ook loopt er een aantal wandelroutes, waaronder het Pionierspad. De overtocht met dit pontje kost €1,30. Jonen is niet te bereiken met de auto, er loopt enkel een fietspad door. Buiten het seizoen (april-oktober) is er een zelfbedieningspontje, dat gratis is.

## Foto's

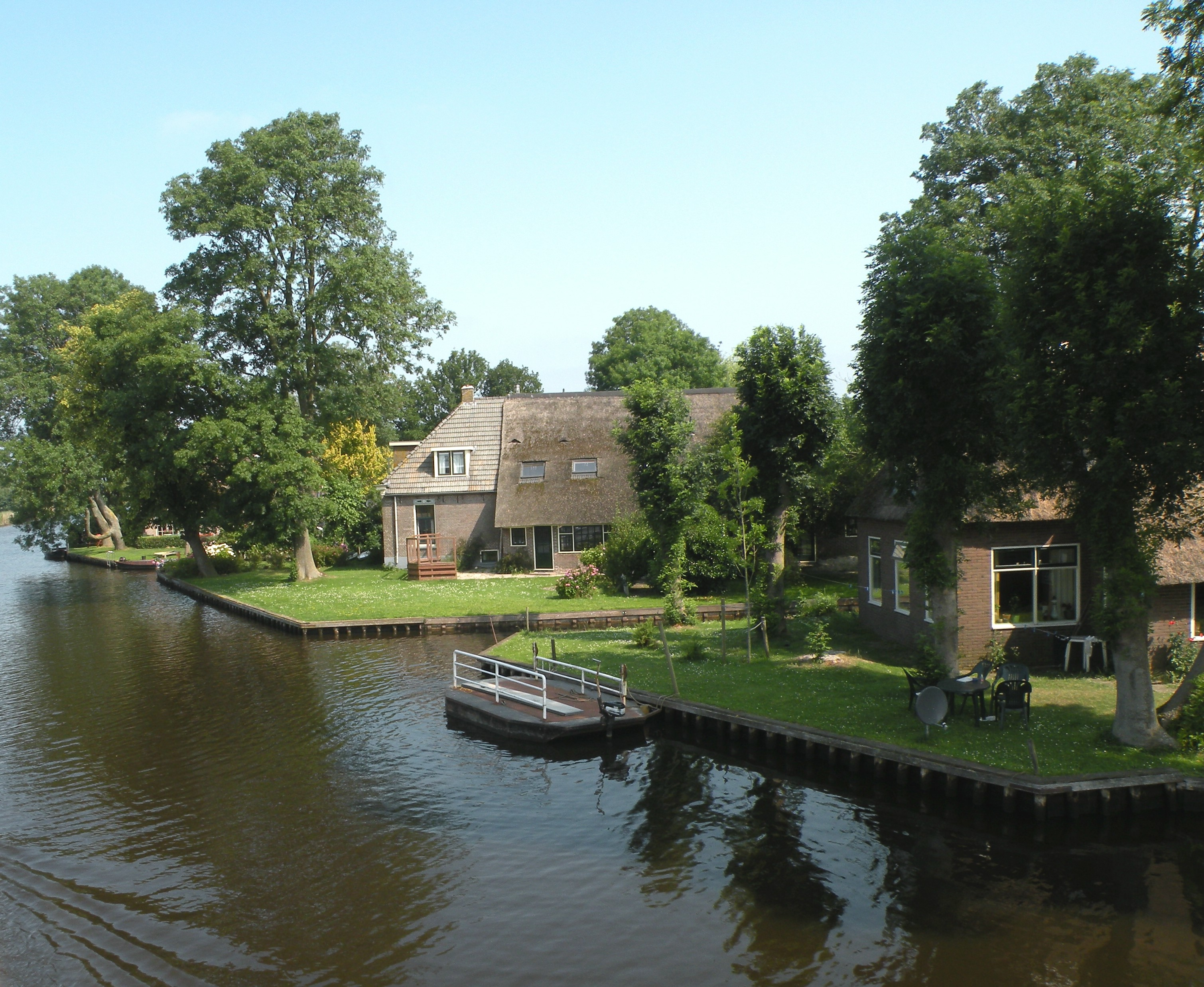
Jonen, pontje
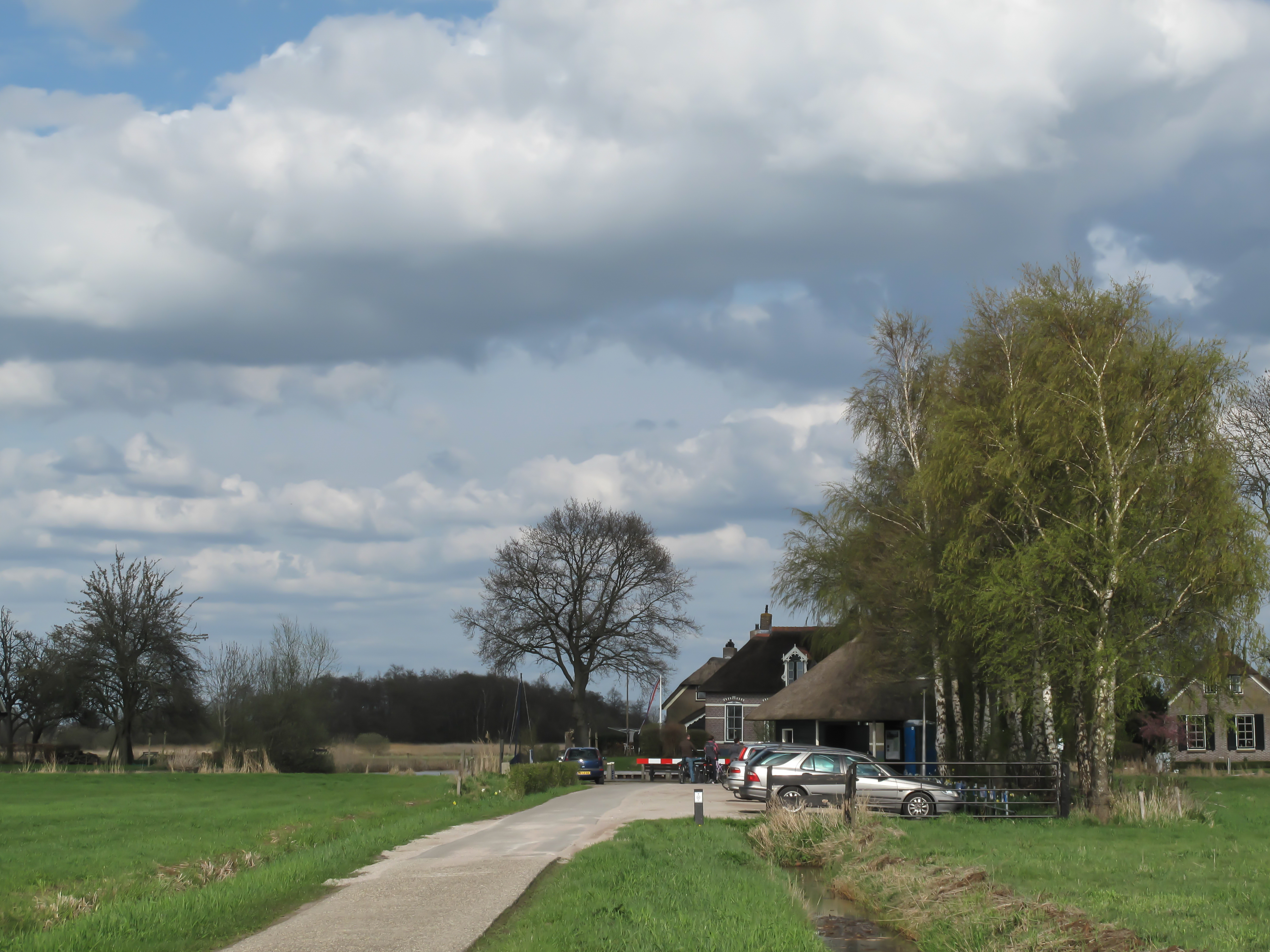
Jonen, zicht op de buurtschap
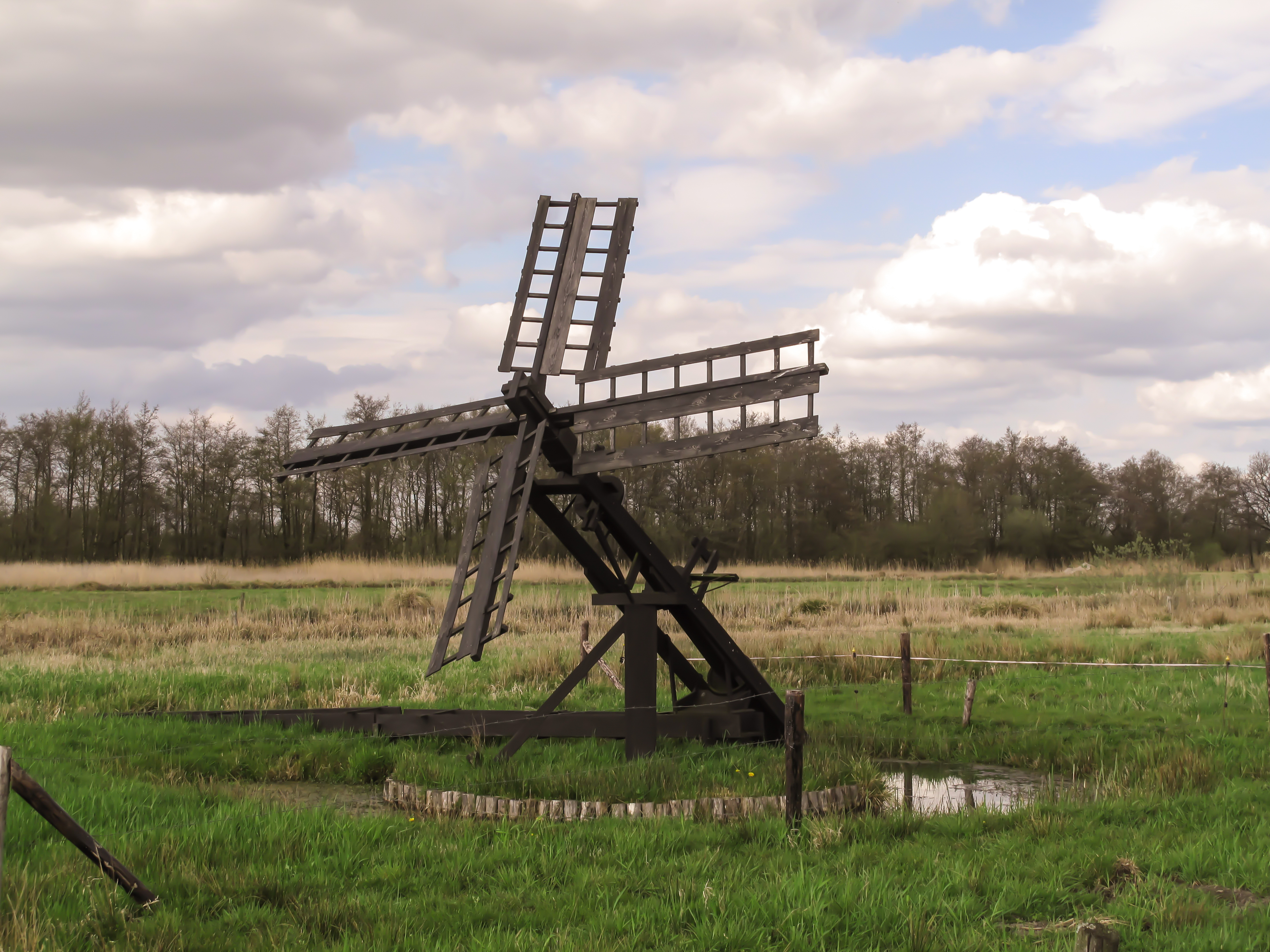
Jonen, tjaskermolen
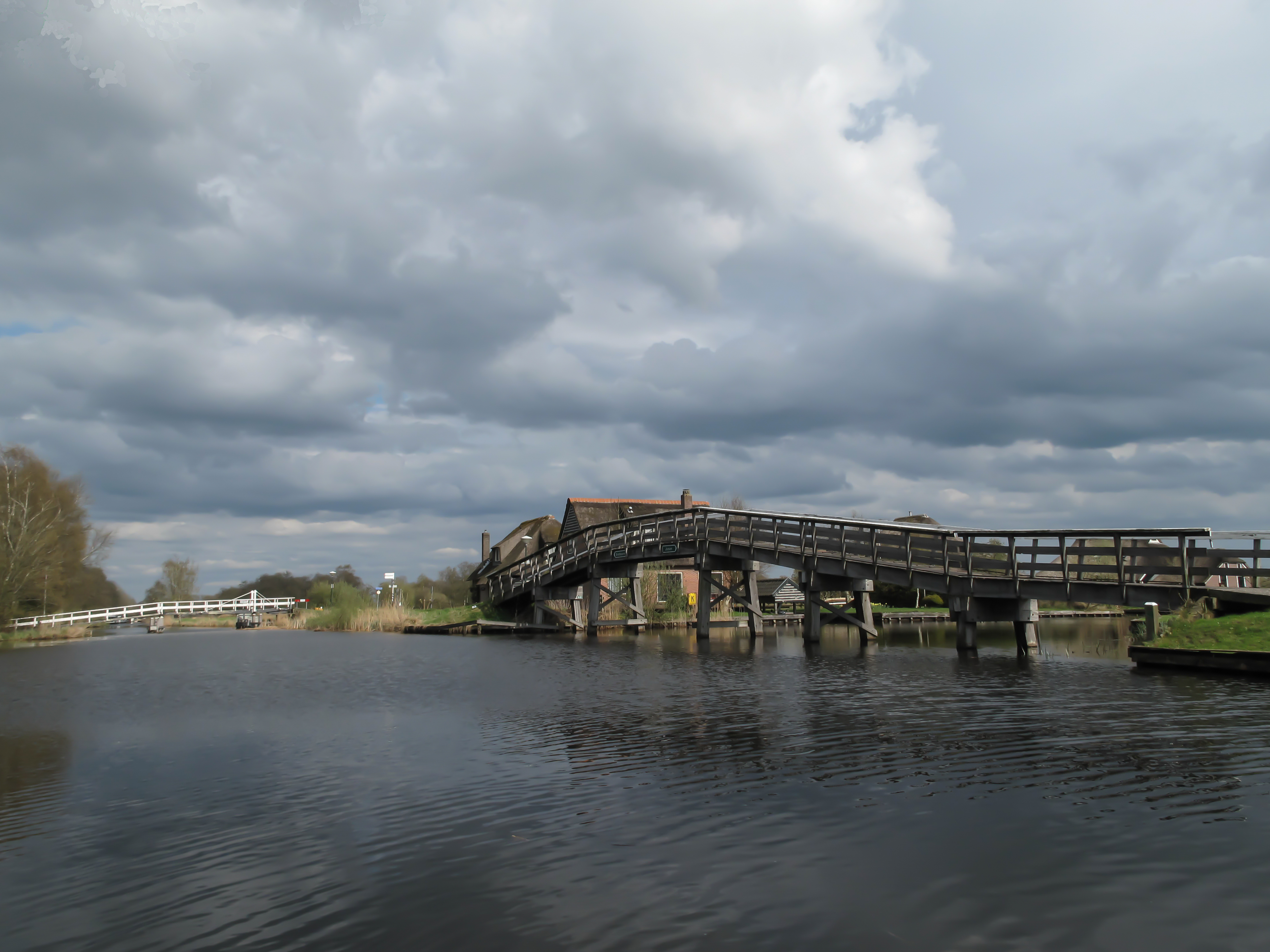
bij Jonen, houten bruggen

Volledige vaardorpen: Giethoorn · Jonen · Rietveld · Zuideinde

Gedeeltelijke vaardorpen: Belt-Schutsloot · Dwarsgracht · Kaag (Faljeril & Vogelskamp) · Kalenberg · Nederland · Sluipwijk (deel bij Vogelzang) · Wetering · Zevenhuizen